# Preacher
A Preacher (Prédikátor) az amerikai Vertigo kiadó képregény-sorozata, melyet 1995 és 2000 között adtak ki. Alkotói Garth Ennis író és Steve Dillon rajzoló, a sorozat Glenn Fabry festett borítóival jelent meg. A 75 részes sorozatból 66 rész jelent meg havi kiadványként, majd öt egy részes különkiadás, végül egy négy részes minisorozat Preacher: Saint of Killers címen. A teljes sorozat később kilenc TPB kiadványként is megjelent.

## Főbb szereplők
- Jesse Custer
- Tulip O'Hare
- Cassidy
- Gyilkosok szentje
- Herr Starr
- Isten
- Arseface

## Cselekmény
A Preacher-sorozat Jesse Custer történetét mondja el, aki egy texasi kisváros, Annville egykori prédikátora. Custert egy természetfeletti lény, a Genezis vette birtokba, miután megölte a prédikátor teljes gyülekezetét és lerombolta templomát. A Genezis egy angyal és egy démon természetfeletti párosodásából származik. Azonban mivel a jóságból és bűnből született, elég hatalma van, hogy magával az Istennel is versenyre keljen. A Genezishez kötött Jesse Custer tehát minden élőlény leghatalmasabbjává is válhat.
Custer útnak indul az Egyesült Államokon át, hogy megtalálja Istent, aki a Genezis születésekor elhagyta a mennyországot. Közben kezdi felfedezni új képességét, bárkire rá tudja kényszeríteni akaratát. Régi barátnője, Tulip O'Hare, illetve az alkoholista ír vámpír, Cassidy is csatlakozik hozzá.
Útjuk során találkoznak ellenségekkel, akadályok kerülnek útjukba, melyek között szent és szentségtörő egyaránt előfordul: a gyilkosok szentje, egy legyőzhetetlen, tökéletesen célzó gyilkológép; Reaver-Cleaver, a sorozatgyilkos; a Grail nevű titkos szervezet, mely a világ kormányait is a kezében tartja és védelmezi Jézus vérvonalát; Herr Starr, aki a Grail állítólagos vezetője, egy prostituáltakat kedvelő megalomániás, aki Custert a saját céljaira akarja felhasználni; több bukott angyal, és Jesse saját „családja”, főként nagyanyja, annak testőre, és az „állatkedvelő” T. C.

## Gyűjteményes kiadványok

### TPB
| # | Cím                                  | ISBN                | Megjelenés dátuma   | Megjelent részek |
| - | ------------------------------------ | ------------------- | ------------------- | --- |
| 1 | Preacher: Gone to Texas              | ISBN 978-1563892615 | 1996. március 1.    | Preacher #1–7 |
| 2 | Preacher: Until the End of the World | ISBN 978-1563893124 | 1997. január 1.     | Preacher #8–17 |
| 3 | Preacher: Proud Americans            | ISBN 978-1563893278 | 1997. október 1.    | Preacher #18-26 |
| 4 | Preacher: Ancient History            | ISBN 978-1563894053 | 1998. március 1.    | Preacher Special: Saint of Killers #1-4, Preacher Special: The Story of You-Know-Who, és Preacher Special: The Good Old Boys |
| 5 | Preacher: Dixie Fried                | ISBN 978-1563894282 | 1998. szeptember 1. | Preacher #27-33 és Preacher Special: Cassidy - Blood and Whiskey                                                             |
| 6 | Preacher: War in the Sun             | ISBN 978-1563894909 | 1999. március 1.    | Preacher #34-40 és Preacher Special: One Man's War                                                                           |
| 7 | Preacher: Salvation                  | ISBN 978-1563895197 | 1999. szeptember 1. | Preacher #41-50 |
| 8 | Preacher: All Hell's A-Coming        | ISBN 978-1563896170 | 2000. június 1.     | Preacher #51-58 és Preacher Special: Tall in the Saddle                                                                      |
| 9 | Preacher: Alamo                      | ISBN 978-1563897153 | 2001. május 1.      | Preacher #59-66 |

### Kemény borítós kiadás
| # | Cím                  | ISBN                | Megjelenés dátuma  | Megjelent részek |
| - | -------------------- | ------------------- | ------------------ | --- |
| 1 | Preacher: Book One   | ISBN 978-1401222796 | 2009. július 21.   | Preacher #1–12 |
| 2 | Preacher: Book Two   | ISBN 978-1401225797 | 2010. február 16.  | Preacher #13–26 |
| 3 | Preacher: Book Three | ISBN 978-1401230166 | 2010. december 21. | Preacher #27–33, Preacher Special: Saint of Killers #1-4, és Preacher Special: Cassidy - Blood and Whiskey                            |
| 4 | Preacher: Book Four  | ISBN 978-1401230937 | 2011. június 14.   | Preacher Special: The Story of You-Know-Who, Preacher Special: The Good Old Boys, Preacher Special: One Man's War, és Preacher #34–40 |
| 5 | Preacher: Book Five  | ISBN 978-1401232504 | 2011. november 29. | Preacher #41–54 |
| 6 | Preacher: Book Six   | ISBN 978-1401234157 | 2012. január 17.   | Preacher #55–66 és Preacher Special: Tall in the Saddle                                                                               |

## Magyarországi megjelenés
Magyarországon a Kingpin kiadó jelentette meg a sorozat 8-12. részét a Vertigo antológia első négy kötetében 2006. november és 2007. október között.

## Film adaptáció
Garth Ennis a megfilmesítés jogát az Electric Entertainmentnek adta el. Rachel Talalayt kérték föl rendezőnek, és maga Ennis írta a forgatókönyvet, Rupert Harvey és Tom Astor a film producerei. 1998-ra Ennis három forgatókönyv tervvel készült el, melyek a Gone to Texas eseményeire épültek. A filmkészítőknek nehézséget okozott a forgatás anyagi hátterének biztosítása, mert a lehetséges finanszírozók vallásügyileg támadhatónak tartották a témát. Ennis Kevin Smitht és Scott Mosiert is megcélozta, hogy View Askew Productions nevű stúdiójuk égisze alatt támogassák a film létrejöttét. Ennis, Smith és Mosier vázolták a terveket Bob Weinsteinnek a Miramaxnál. Weinsteint zavarba ejtette Jesse Custer figurája, és a Miramax sem igazán akart volna osztozni a bevételen az Electric Entertainmenttel, így végül ejtették a tervet. 2000 májusára Smith és Mosier még mindig egy helyben toporgott. Addigra a brit produkciós társaság, a Storm Entertainment ismerte őket már független filmjeikről, és csatlakozott az Electrichez. 2001 szeptemberében a két stúdió bejelentette, hogy a Preacher zöld utat kapott az előmunkálatokhoz, novemberben kezdődnek a felvételek és Talaly rendezi Ennis forgatókönyvét. A tényleges munkálatok kezdete végül eltolódott a 25 millióra tervezett költségvetés bizonytalan anyagi háttere miatt.
Még valamikor 2002-ben James Marsdent nézték ki Jesse Custer szerepére. Marsden szerint a forgatókönyv olyan volt, amivel azelőtt még sosem találkozott, de miután megismerkedett a képregénnyel, megnyerte a tetszését. Egy 2004 márciusi interjúban azt is nyilatkozta, hogy a film készítői augusztusi kezdést terveznek. Amikor már teljesen felhagytak a tervekkel a pénzügyi nehézségek miatt, 2006 novemberében az HBO bejelentette, hogy a felkérték Mark Steven Johnsont és Howard Deutchot egy televíziós pilot elkészítésére. Johnson forgatókönyvét Deutch rendezte volna. Johnson pilot forgatókönyve miatti elégedettségében az HBO megbízta őt az első évad terveinek kidolgozásával. Az író eredetileg azt tervezte, hogy a képregény minden egyes részéből ír egy-egy epizódot. Garth Ennis szerint nem kell annyira ragaszkodni a képregényhez, de Johnson úgy érezte, ezt kell tennie.
Johnson az egy részes történeteket is bele akarta venni a sorozatba. Johnson később Ennisszel együtt új eseményeket talált ki a történethez. 2008. augusztusban az HBO új vezetősége törölte a produkciót, szövegében túl sötétnek és a vallás terén támadhatónak gondolván. Ezután 2008 októberében a Columbia Pictures szerezte meg a filmjogokat Sam Mendes rendezésével, valamint Neal H. Moritz és Jason Netter producerekkel. Ennis korábbi forgatókönyvét nem használták föl. 2009 után elhallgattak a film készítésével kapcsolatos hírek, majd D. J. Caruso (Sasszem, A negyedik) írta meg Twitterén, hogy ő rendezi a képregényfilmet. Az IMDb adatbázisában 2014-es bemutató dátummal szerepel a film.

## Hatásai
Stephen King állítása szerint a A Setét Torony: A harcos születése című képregénysorozatára hatással volt a Preacher.
Yoricknak, az Y, az utolsó férfi főszereplőjének egy Zippo öngyújtója van „Fuck Communism” gravírozással, mely azonos Jesse-ével a sorozatból. Amikor a történet során egyszer rákérdeznek, Yorick azt feleli, egy képregényben olvasta.
Az IGN szerint a Preacher a harmadik legjobb Vertigo-képregény a Swamp Thing és a The Sandman után. Az Empire magazin az 50 legjobb képregényszereplő listáján a 11. helyre sorolta Jesse Custert. Ugyanezen a listán a gyilkosok szentje a 42. helyezést érte el.

## Fordítás
- Ez a szócikk részben vagy egészben  a   Preacher (comics) című angol Wikipédia-szócikk fordításán alapul.  Az eredeti cikk szerkesztőit annak laptörténete sorolja fel. Ez a jelzés csupán a megfogalmazás eredetét és a szerzői jogokat jelzi, nem szolgál a cikkben szereplő információk forrásmegjelöléseként.